# Sint-Amandsberg
Sint-Amandsberg (Frans: Mont-Saint-Amand) is een deelgemeente van de Belgische stad Gent in de provincie Oost-Vlaanderen, het was een zelfstandige gemeente tot aan de gemeentelijke herindeling van 1977. Het is naar inwoneraantal gemeten na Gent zelf de grootste deelgemeente van de stad.
Sint-Amandsberg telt verschillende wijken, zoals het Westveld, de Oude Bareel en de Achtendries.

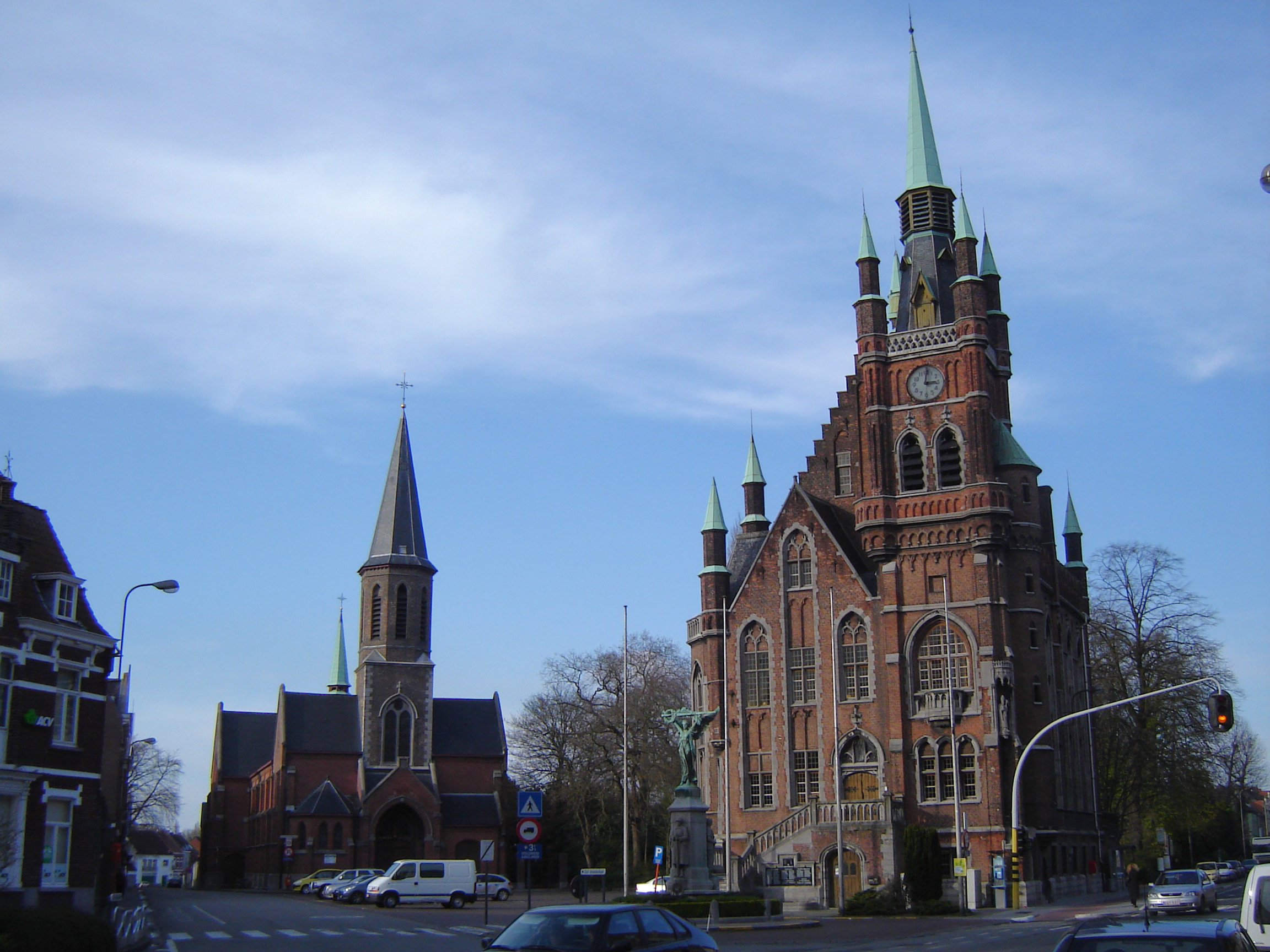
Centrum met voormalig gemeentehuis en Sint-Amanduskerk

## Geschiedenis
De vroegst bekende nederzetting op deze plaats dateert uit de 7de eeuw. De heilige Amandus van Gent wekte volgens de legende een persoon terug tot leven nadat hij ten gevolge van ophanging aan de galg was overleden. De 'berg' waar dit tafereel plaatsvond werd naar hem de Amandsberg genoemd.
De gemeente kwam in 1872 officieel tot stand door afsplitsing van de gemeente Oostakker. Toen in 1874 een conflict tussen het Sint-Elisabethbegijnhof in Gent en het liberale stadsbestuur tot de opheffing van het Gentse Groot Begijnhof leidde, vonden de meer dan 700 begijnen een nieuw onderkomen in het splinternieuwe Groot Begijnhof Sint-Amandsberg. Tot in de negentiende en begin twintigste eeuw bleven grote delen van Sint-Amandsberg hoofdzakelijk in gebruik voor land- en tuinbouw.
Op 7 juni 1915 werd hier een zeppelin, de LZ 37, neergehaald door de Engelse piloot Reginald Warneford. In de buurt van de plaats waar het luchtschip neerstortte werd naar hem een straat genoemd.

## Demografische ontwikkeling
- Bronnen:NIS, Opm:1831 tot en met 1970=volkstellingen; 1976 = inwoneraantal op 31 december

## Bezienswaardigheden[2]
- Het centrum van de voormalige gemeente, met het voormalig gemeentehuis en de Sint-Amanduskerk
- De Sint-Bernadettekerk
- De Onze-Lieve-Vrouwkerk van de Oude Bareel
- De Heilig Kruiskerk
- De Heilig Hartkerk
- Het Groot Begijnhof Sint-Amandsberg, gebouwd in 1873-1874 en reeds gerenoveerd in de loop van 2008
- Het Campo Santo, een grote begraafplaats op de heuvel met de Sint-Amanduskapel bij de Sint-Amanduskerk
- De Sint-Amanduskliniek met kapel, aan de Antwerpsesteenweg
- Het Kasteel Potuit aan de Antwerpsesteenweg
- Het Kasteel Silford aan het Gustaaf Carelshof
- Het Hof van Heirlegem
- De Villa Marcelle
- De Woning Hartmann
- Het Illuseum, een museum over gezichtsbedrog en optische illusies werd in 2016 gesloten [3].
- Het Documentatiecentrum voor Streekgeschiedenis Maurits Gysseling (DSMG), gevestigd in het Groot-Begijnhof 46, een archief rond Sint-Amandsberg en de andere gemeenten van de Oost-Oudburg (Sint-Baafsdorp, Destelbergen, Heusden, Lochristi, Beervelde, Mendonk, Desteldonk, Zeveneken en Zaffelare). Het DSMG staat open voor alle onderzoekers.

## Natuur en landschap
Sint-Amandsberg is een sterk verstedelijk dorp dat behoort tot en vastgebouwd is aan de Gentse agglomeratie. De plaats wordt in het zuiden begrensd door de Schelde. De hoogte gaat tot 19 meter, op een stuifzandrug.
- Het Sint-Baafskouterpark, een voormalige stortplaats op moerasgronden die als recreatief natuurgebied heraangelegd werd, maakt sinds 2012 deel uit van het sport- en recreatiedomein de Rozebroeken, met het LAGO Gent Rozebroeken als eerste, volwaardige Olympische zwembad in België.[4] Het domein dankt zijn naam aan de aanwezigheid van rozen, ('roos' is Oudnederlands voor riet) aan een broek (moerassig gebied).[5]

## Galerij

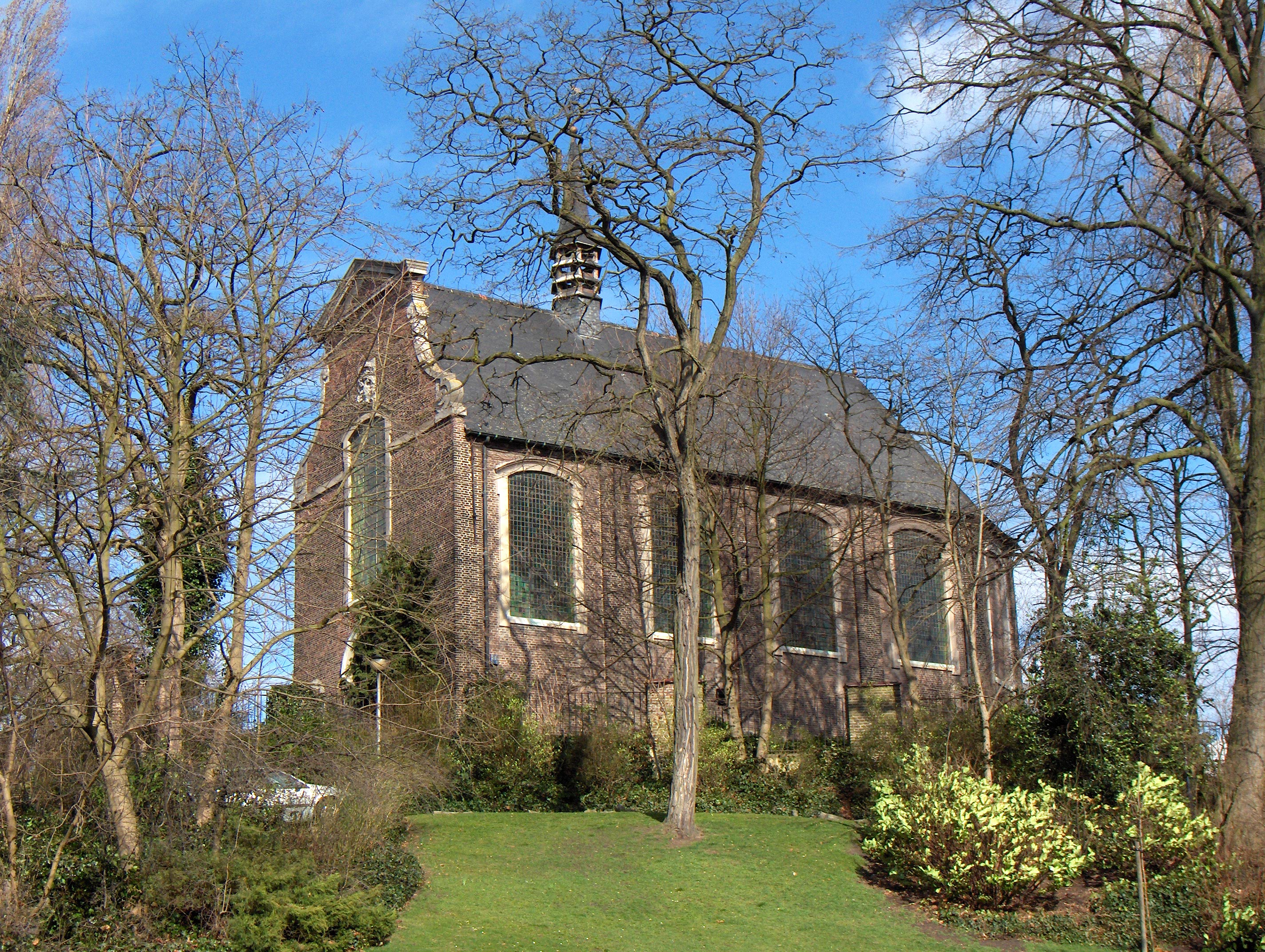
Sint-Amanduskapel uit 1720
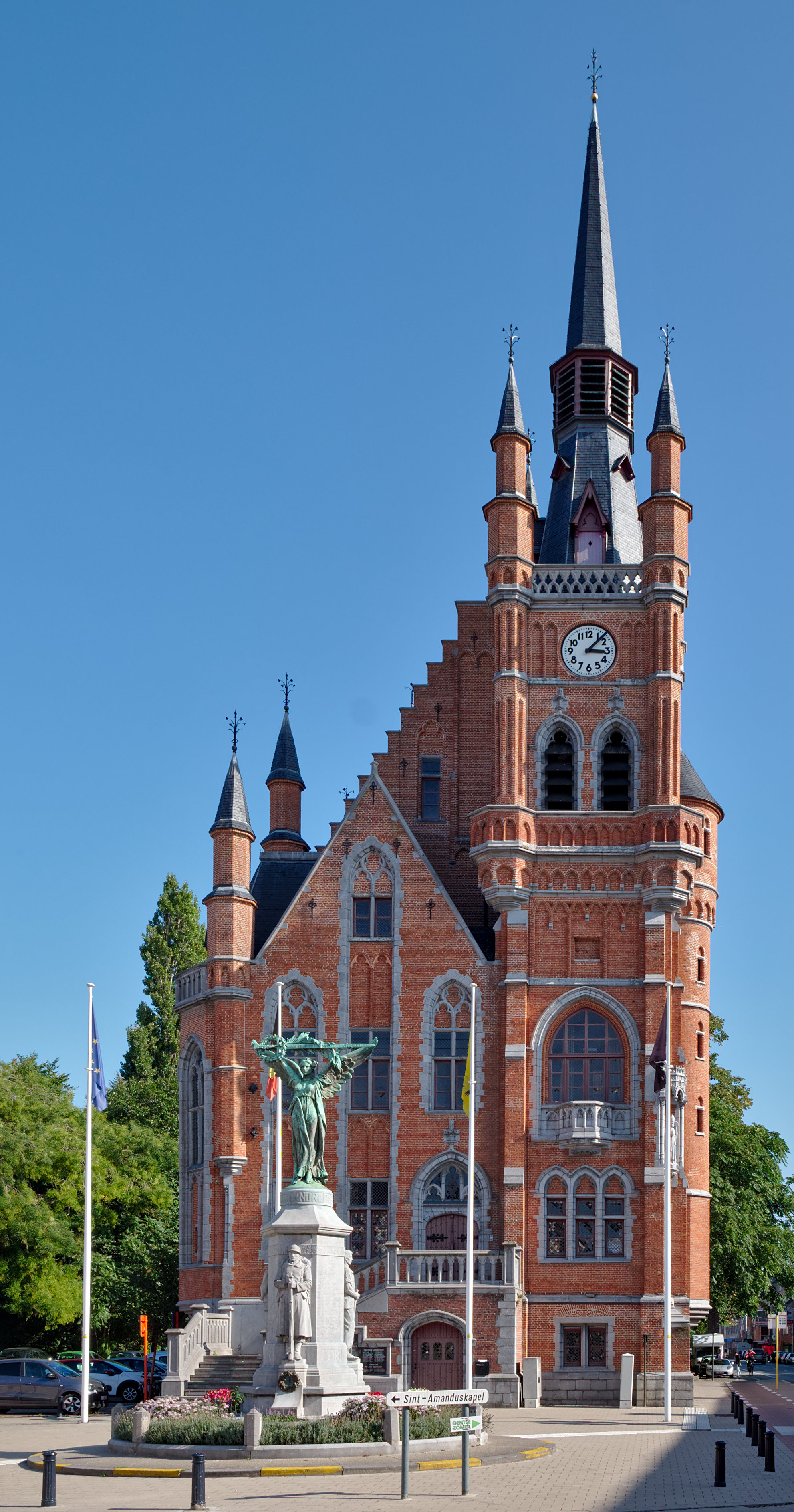
Voormalig gemeentehuis, neogotiek
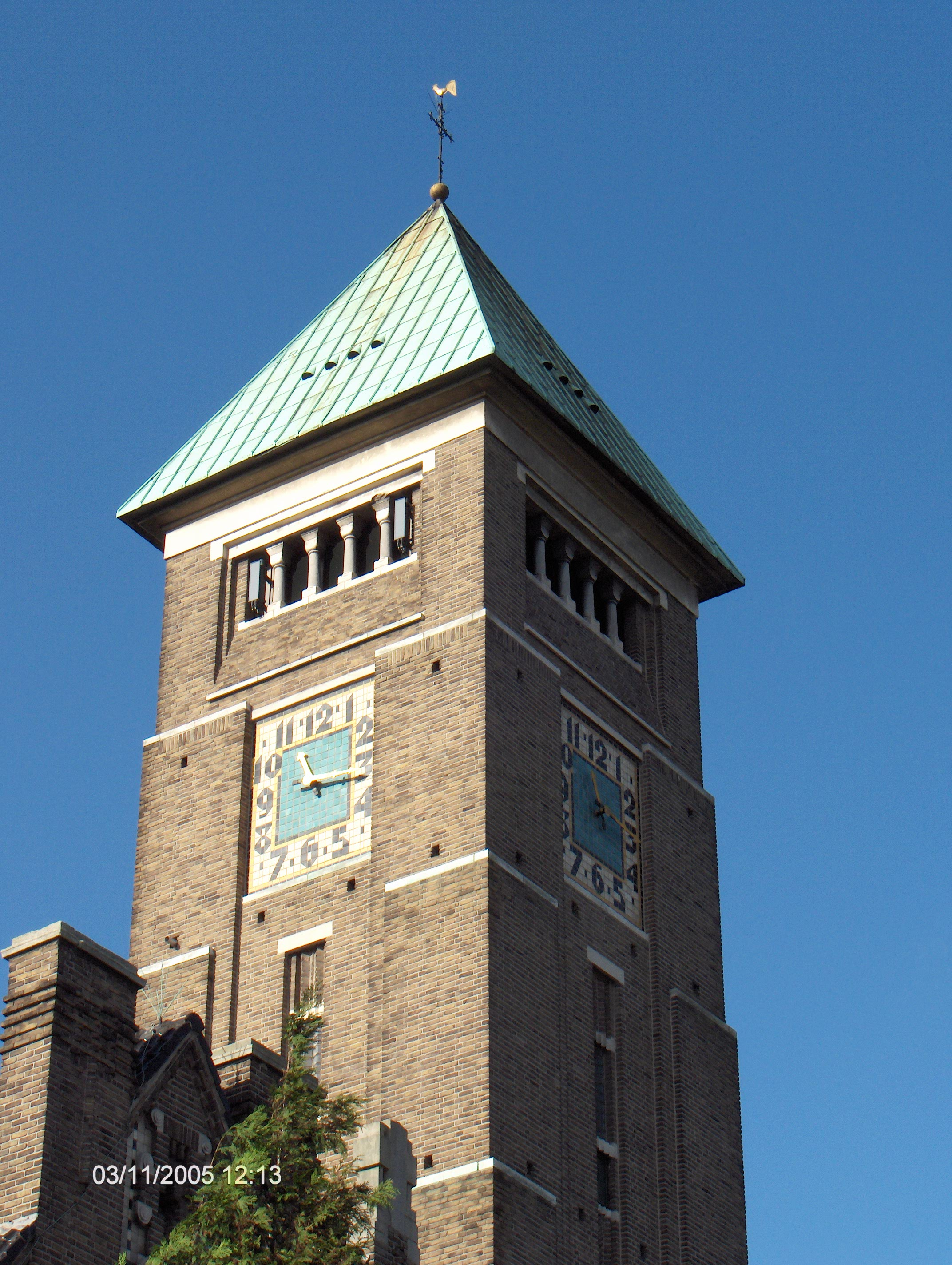
O.L.V.-kerk in de wijk Oude Bareel, Art Deco (1933)

## Evenementen
- Jaarlijks vindt in het weekend dat dicht bij 9 mei valt de Negenmeimarkt plaats.

## Politiek
Burgemeesters waren
- 1872-1895 : Alfons Braeckman (1827-1914)
- 1895-1908 : Victor Braeckman (1839-1908) (Katholieke Partij)
- 1908-1921 : Henricus Van Cleemputte (Katholieke Partij)
- 1921-1933 : Edgard Lagrange (CVP)
- 1933-1937 : Louis Cardon (CVP)
- 1937-1951 : Gustaaf Haemers (1876-1951) (CVP)
- 1941-  : Gaston Rombaut (1890-1976)[6]. Oorlogsburgemeester vermoedelijk VNV. Tekende als burgemeester en ambtenaar van de Burgerstand geboorteakte op 11-9-1941.
- 1951-1970 : Robert Van Pottelbergh (1901-1982)[7] (CVP)
- 1971-1976 : Jacques Monsaert (1934-2002) (CVP)

## Sport
- In Sint-Amandsberg bevindt zich het sport- en recreatiedomein Rozebroeken.
- Voetbalclub FC Azalea Sport Sint-Amandsberg is aangesloten bij de KBVB en actief in de provinciale reeksen. Sinds juni 2014 is er ook JAGO St-Amandsberg dat resoluut kiest voor een degelijke jeugdwerking met een divers, buurtgebonden en familiaal karakter in de Stad.
- Koninklijke Ganda Korfbalclub

## Bekende personen uit Sint-Amandsberg
- Maurice Maeterlinck (1862–1949), auteur
- Johannes Palmer Hartmann (1870-1948), bloemen- en plantenteler
- Evarist De Buck (1892-1974), kunstschilder (Latemse School)
- Omer Corteyn (1896-1979), atleet
- Arthur De Sweemer (1903-1986), politicus
- Henri Loos (1922-2003), ondernemer, rallyrijder, journalist en avonturier
- August Michiels (1922-2003), beeldhouwer
- Christine D'haen (1923-2009), dichter en auteur
- Elsa D'haen (1926-2013), kunstenaar
- Luc de Vos (1962–2014), zanger
- Michaël Borremans (1963), schilder
- Helmut Lotti (1969), zanger
- Annelies Rutten (1972), journalist
- Miguel Wiels (1972), componist en producent
- Lien De Greef (1981), zangeres
- Dimitri Claeys (1987), wielrenner
- Kenza Ameloot (2002), Miss België 2024

## Nabijgelegen kernen
Destelbergen, Gent, Gentbrugge, Ledeberg, Oostakker